# Río Riet
El río Riet es un afluente del río Vaal que fluye hacia el oeste en el centro de Sudáfrica. En la época precolonial el Riet era conocido como el Gama-!ab (o Gmaap), un nombre que significa "fangoso". Su principal afluente es el río Modder y después de la confluencia el río Riet fluye hacia el oeste para encontrarse con el Vaal.
El Riet fluye a unos 300 km de las inmediaciones de la ciudad oriental del Estado Libre de Smithfield y tiene su desembocadura en el río Vaal, aguas arriba de la ciudad de Douglas, en el norte del Cabo.

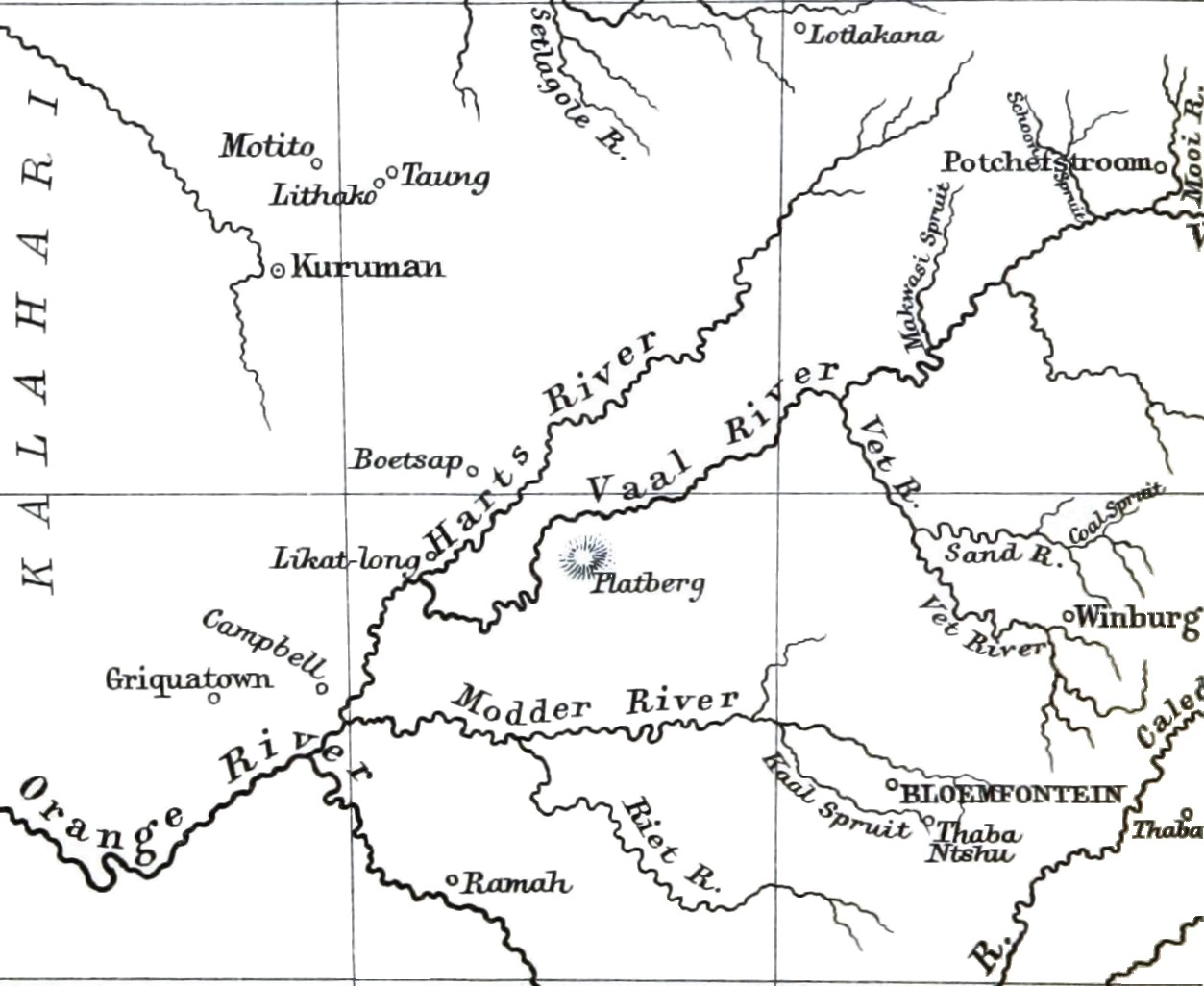
El río Riet en un mapa de 1887. El Modder inferior se ha convertido desde entonces en el Riet inferior.